# Tollygunge

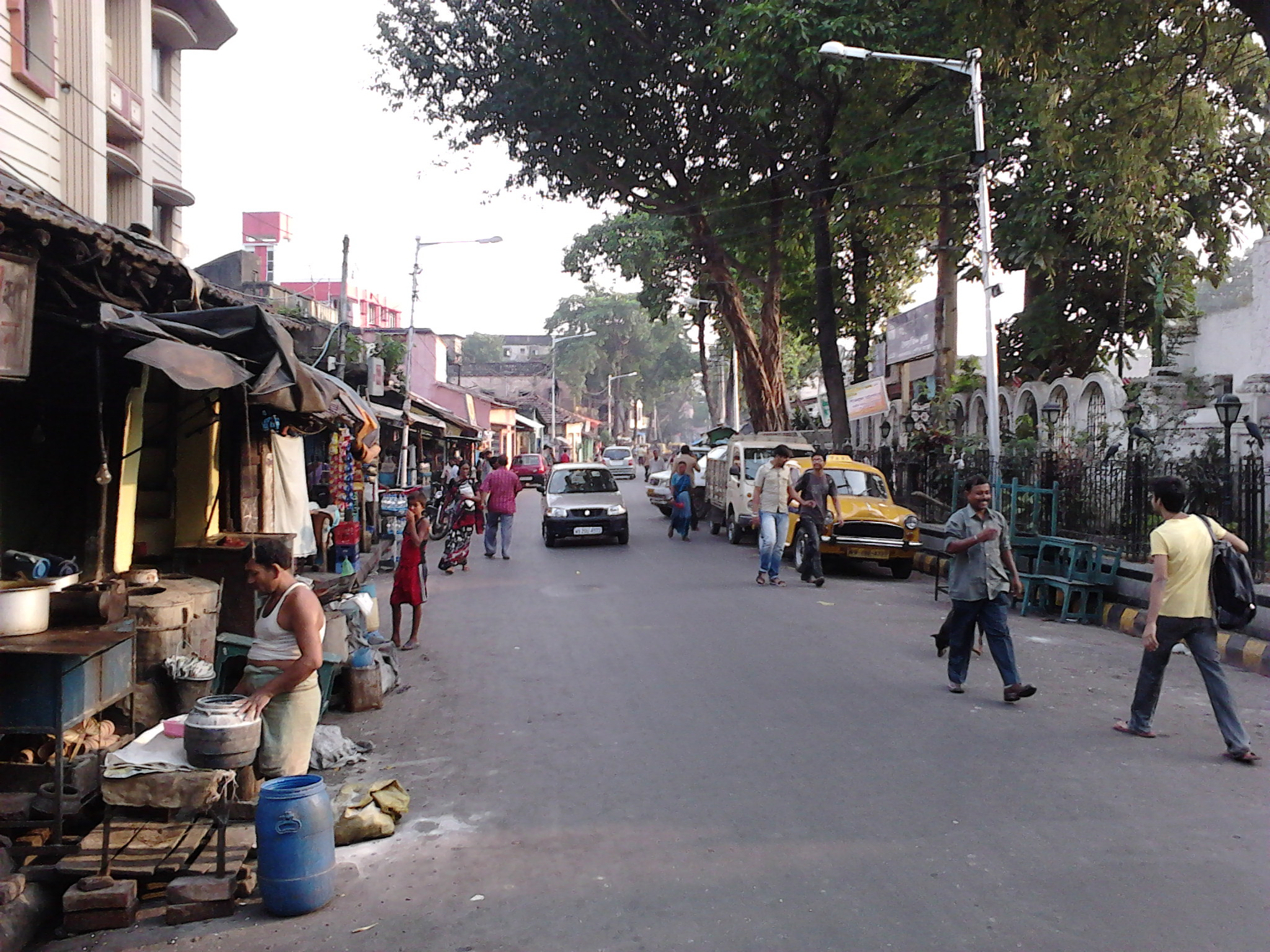
Tollygunge Road.

Tollygunge (bengali: টালিগঞ্জ) är en stadsdel i södra delen av den indiska storstaden Calcutta. I Tollygunge ligger bland annat Tollywood (centrum för den bengaliska filmindustrin) och The Royal Calcutta Golf Club, världens äldsta golfbana utanför Storbritannien.